# Barytocalcit
Barytocalcit ist ein selten vorkommendes Mineral aus der Mineralklasse „Carbonate und Nitrate“ (ehemals Carbonate, Nitrate und Borate). Es kristallisiert im monoklinen Kristallsystem mit der idealisierten chemischen Zusammensetzung BaCa[CO3]2, ist also chemisch gesehen ein Barium-Calcium-Carbonat.
Barytocalcit entwickelt kurz- oder langprismatische, typischerweise parallel [101] gestreifte Kristalle bis zu 5 cm Größe, seltener auch massige, spaltbare Mineral-Aggregate.
Die Typlokalität des Barytocalcits ist die „Blagill Mine“ (Koordinaten der Blagill Mine) bei Alston in der Civil Parish Alston Moor, Unitary Authority Westmorland and Furness, Grafschaft Cumbria in England im Vereinigten Königreich.

## Etymologie und Geschichte

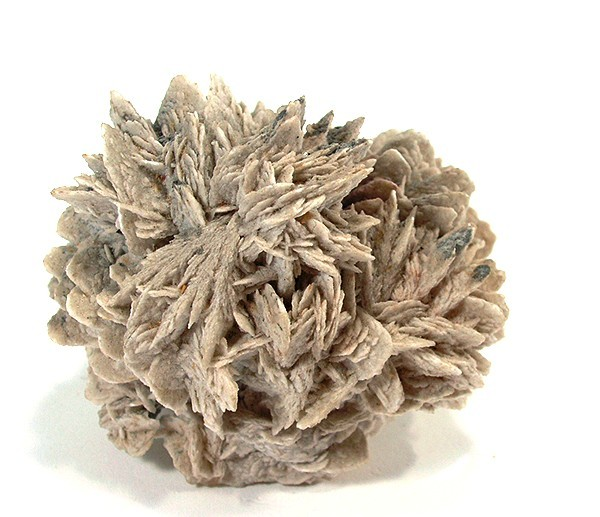
Barytocalcit aus der „Nentsberry Haggs Mine“, Alston Moor, Cumbria, England, Vereinigtes Königreich. Stufengröße: 5,9 × 4,3 × 3,4 cm

Das Mineral wurde erstmals 1824 von dem britischen Kristallographen und Mineralogen Henry James Brooke sowie dem britischen Chemiker, Mineralogen und Zoologen John George Children in einem Brief an die Herausgeber der in London erscheinenden Annals of Philosophy beschrieben. Das Material hatte Brooke von einem Mr. Broughton erhalten.

“Mr. Broughton, before he left London, favoured me with specimens of a mineral from Cumberland which had been considered to be carbonate of barytes, but it was very evident that the crystals did not resemble the ordinary figures of carbonate of barytes, and the substance was, therefore, regarded by Mr. Broughton as something new.”

„Bevor Mr. Broughton London verließ, beglückte er mich mit Exemplaren eines Minerals aus Cumberland, das als ‚carbonate of barytes‘ galt. Es war aber sehr offensichtlich, dass die Kristalle nicht den gewöhnlichen Stücken des ‚carbonate of barytes‘ ähnelten und die Substanz wurde daher von Herrn Broughton als etwas Neues angesehen.“

Brooke benannte das Mineral nach der durch Children ermittelten chemischen Zusammensetzung mit „Barium“ und „Calcium“ und der Tatsache, dass es sich um ein „Carbonat“ (Calcit) handelt, als Baryto-Calcite.
Typmaterial für den Barytocalcit ist nicht definiert, wie auch ein Blick in den von der „Commission on Museums“ der International Mineralogical Association (IMA) geführten „Catalogue of Type Mineral Specimen“ zeigt. Aufgrund der Entdeckung und Erstbeschreibung vor 1959 zählt Barytocalcit zu den Mineralen, die von der IMA als Grandfathered bezeichnet werden.
Die wichtigsten früher verwendeten Synonyme für Barytocalcit sind Hemidomatischer Barytocalcit, Hemiëdrites syntheticus, Hemiprismatischer Hal-Baryt und Hemiprismatischer Hal-Barytin.
Zwei in der Vergangenheit als Baryto-Calcit bezeichnete Minerale stellten sich später als andere Spezies heraus: eine von Richard Kirwan als „Barytocalcite“ benannte Phase erwies sich als Gemenge von Calcit und Baryt, während ein von James Finlay Weir Johnston als „Barytocalcite“ beschriebenes Mineral identisch mit Alstonit ist. Nicht verwechseln darf man Barytocalcit mit „Baryto-Calcit“, der lediglich eine bariumhaltige Varietät von Calcit bildet, und „Calciobarit“ oder „Calcio-Baryt“, bei dem es sich um Mischkristalle zwischen Anhydrit und Baryt mit der Formel (Ba,Ca)[SO4] handeln soll.

## Klassifikation
In der 8. Auflage der Mineralsystematik nach Strunz gehörte der Barytocalcit zur gemeinsamen Mineralklasse der „Carbonate, Nitrate und Borate“ und dort zur Abteilung der „Carbonate“, wo er der aus Alstonit, Aragonit, Cerussit, Strontianit und Witherit bestehenden „Aragonit-Reihe“ mit der System-Nr. Vb/A.04 innerhalb der Unterabteilung „Wasserfreie Carbonate ohne fremde Anionen“ angehängt wurde.
Im zuletzt 2018 überarbeiteten und aktualisierten Lapis-Mineralienverzeichnis, das sich aus Rücksicht auf private Sammler und institutionelle Sammlungen noch nach dieser veralteten Systematik von Karl Hugo Strunz richtet, erhielt das Mineral die System- und Mineral-Nr. V/B.04-60. In der „Lapis-Systematik“ entspricht dies der Abteilung „Wasserfreie Carbonate [CO3]2−, ohne fremde Anionen“, wo Barytocalcit zusammen mit Alstonit, Aragonit, Cerussit, Olekminskit, Paralstonit, Strontianit und Witherit ebenfalls die „Aragonitgruppe“ (V/B.04) bildet.
Die seit 2001 gültige und von der International Mineralogical Association (IMA) bis 2009 aktualisierte 9. Auflage der Strunz’schen Mineralsystematik ordnet den Barytocalcit in die um die Borate reduzierte Klasse der „Carbonate und Nitrate“ und dort in die Abteilung der „Carbonate ohne zusätzliche Anionen; ohne H2O“ ein. Diese ist weiter unterteilt nach der Gruppenzugehörigkeit der beteiligten Kationen, so dass das Mineral entsprechend seiner Zusammensetzung in der Unterabteilung „Erdalkali- (und andere M2+) Carbonate“ zu finden ist, wo es als einziges Mitglied die unbenannte Gruppe mit der System-Nr. 5.AB.45 bildet.
Die vorwiegend im englischen Sprachraum gebräuchliche Systematik der Minerale nach Dana ordnet den Barytocalcit wie die alte Strunz’sche Systematik in die gemeinsame Klasse der „Carbonate, Nitrate und Borate“ und dort in die Abteilung der „Wasserfreien Carbonate“ ein. Hier ist er als einziges Mitglied in der unbenannten Gruppe 14.02.06 innerhalb der Unterabteilung „Wasserfreie Carbonate mit der Formel A+B2+(CO3)2“ zu finden.

## Chemismus
Mikrosondenanalysen an Barytocalcit aus dem ultrabasischen Alkaligesteins-Massiv Vuoriyärvi, Nord-Karelien, Oblast Murmansk in Russland, lieferten 18,75 % CaO; 48,92 % BaO; 1,81 % SrO; 0,50 % MgO; 29,95 % CO2 (aus der Stöchiometrie berechnet); Summe 99,93 %. Auf der Basis von sechs Sauerstoff-Atomen errechnet sich daraus die empirische Formel Ba0,92Ca1,03Sr0,08MgO0,03(CO3)2,00, die sich zu BaCa(CO3)2 idealisieren lässt. Diese idealisierte Formel erfordert 51,56 % BaO; 18,85 CaO und 29,59 % CO2.
Die idealisierte Formel entspricht der offiziellen Formel der IMA für den Barytocalcit, in der Formel nach Strunz, BaCa[CO3]2, ist der Anionenverband in einer eckigen Klammer angegeben.
Mikrosondenanalysen an Barytocalcit aus Carbonat-Zeolith-Gängen (mit Manganonsiderit-Nordstrandit-Natrolith) im Chibinen-Massiv (russisch Хибины) auf der Halbinsel Kola in Russland lieferten 18,96 % CaO; 51,82 % BaO; 0,28 % SrO; 0,06 % Na2O; 29,90 % CO2 (aus der Stöchiometrie berechnet); sowie 0,00 % MgO (Summe 101,02 %). Diese Barytocalcite sind deutlich strontiumärmer als die aus Vuoriyärvi und darüber hinaus magnesiumfrei.
Bei Umgebungsdruck ist Barytocalcit in einem relativ engen Zusammensetzungsbereich stabil, wobei nur wenige Mol-% SrCO3 in diese Struktur eingebaut werden können. Die Löslichkeit von SrCO3 in Barytocalcit nimmt mit dem Druck zu, jedoch können selbst Drucke von mehr als 20 kbar nicht die 13 bis 22 Mol-% SrCO3 erklären, die in primärem Barytocalcit ais dem Murunskii-Massiv (Aldanhochland, Republik Sacha (Jakutien), Föderationskreis Ferner Osten, Russland) nachgewiesen worden sind.  Im Allgemeinen sind Barytocalcite jedoch strontiumarm bis -frei. Barytocalcit mit Sr-Gehalten bis 2 Gew.-% SrO stammen aus russischen Carbonatit-Massiven. Nach Friedrich Kolbeck soll Barytocalcit stets etwas MnCO3 enthalten.
Die alleinige Elementkombination Ba–Ca–C–O bzw. die chemische Zusammensetzung BaCa(CO3)2 weisen unter den derzeit bekannten Mineralen neben dem monoklinen Barytocalcit noch der trikline Alstonit und der trigonale Paralstonit auf. BaCa(CO3)2 ist folglich polymorph. Zu den drei Mineralen mit der chemischen Zusammensetzung BaCa(CO3)2 tritt noch eine neue synthetische Phase, die wie Barytocalcit monoklin, allerdings in der Raumgruppe C2 (Nr. 5), kristallisiert.
Chemisch ähnlich sind z. B. Podlesnoit, BaCa2(CO3)2F2, Benstonit, Ba6Ca6Mg(CO3)13, und Carbocernait, (Ca,Na)(Sr,Ce,Ba)(CO3)2. Aus chemischer Sicht kann Barytocalcit als das Calcium-dominante Analogon zum Mg-dominierten Norsethit, BaMg(CO3)2, aufgefasst werden. Ein nur synthetisch bekanntes Analogon ist die Radium-dominierte Phase RaCa(CO3)2, die bei der Endlagerung radioaktiver Abfälle eine Rolle spielen könnte. Würde sie sich unter Endlagerbedingungen bilden, könnte sie sehr effektiv zur Verfügung stehendes Radium immobilisieren.
Mischkristallbildungen, wie z. B. mit einem hypothetischen BaSr(CO3)2-Endglied oder einem hypothetischen SrCa(CO3)2-Endglied, konnten für den Barytocalcit nicht nachgewiesen werden.

## Kristallstruktur

Räumliche Darstellung der Struktur von Barytocalcit parallel zur b-Achse. Gleiche Farblegende wie in der nebenstehenden Abbildung.

Räumliche Darstellung der Struktur von Barytocalcit in der kristallographischen Standardausrichtung. Der blaue Umriss zeigt die Einheitszelle.
Farblegende: #1EEF2C Ba
1. 5A96BD Ca
2. 804929 C
3. FE0300 O

Barytocalcit kristallisiert im monoklinen Kristallsystem in der Raumgruppe P21/m (Raumgruppen-Nr. 11) mit den Gitterparametern a = 8,092 Å, b = 5,2344 Å, c = 6,544 Å und β=106,05° sowie zwei Formeleinheiten pro Elementarzelle.
Die Kristallstruktur des Barytocalcits wurde erstmals 1930 durch Balthasar Gossner & Franz Mussgnug bestimmt, die allerdings eine falsche Raumgruppe wählten. Seitdem wurde die Struktur mehrere Male verfeinert, u. a. durch Knut-F. Alm. Die modernste Arbeit stammt von Brian Dickens & Joy S. Bowen – nach ihren Daten wurde die nebenstehende räumliche Darstellung der Barytocalcit-Struktur gezeichnet.
Seine Kristallstruktur besteht aus Ba … CO3- sowie Ca … CO3-Ketten, beide parallel zu [001], wobei die Kationen Ba und Ca mit den Sauerstoff-Atomen einer Kante einer CO3-Gruppe in der Kette sowie dem Sauerstoff-Atom des Apex der benachbarten anderen CO3-Gruppe koordiniert sind. Die C(2)O3-Gruppe befindet sich in der CaCO3-Kette, die mit ihrer Ebene parallel zu (100) liegt, während die C(1)O3-Gruppe in der BaCO3-Kette liegt, deren Ebene nahezu parallel zu (101) ist – sie wird allerdings aufgrund des großen Ionenradius des Ba-Ions aus der Kette herausgedrückt. Die Ketten liegen in Schichten parallel (210), was die sehr vollkommene Spaltbarkeit des Barytocalcits in dieser Richtung erklärt.
Die Barytocalcit-Struktur weist eine … ABCABC …-Stapelung von Kationenschichten auf, die sich alle drei Schichten wiederholt. Die Calcitphase von CaCO3 hat eine ABC-Kationen-Schichtenfolge und wiederholt sich alle sechs Schichten. Im Barytocalcit existieren zwei kristallographisch unterschiedliche CO3-Gruppen, die beide nicht planar ausgebildet sind. Die Orientierungen dieser CO3-Gruppen entsprechen der Orientierung der CO3-Gruppen in der Aragonitphase des CaCO3 und sind gegenüber der Orientierung der CO3-Gruppen im Calcit um etwa 30° gedreht. Die Kationenschichtfolge in Aragonit ist … ABAB … und die Struktur wiederholt sich in jeder zweiten Schicht. Das Ca2+-Ion im Barytocalcit wird durch sieben Sauerstoffatome koordiniert (Ca[7]), einschließlich der Kante einer CO3-Gruppe. Das Ba2+-Ion wird durch fünf Kanten und eine Spitze der CO3-Gruppen koordiniert, weist also einer 11er-Koordination mit Ba[11] auf.
Insgesamt kann die Struktur des Barytocalcits auch so beschrieben werden, dass Schichten aus CO3-Gruppen mit Kationen-Schichten koordiniert sind. Auf diese Art zeigt sich die Verwandtschaft mit der Calcit-Struktur, wobei (201) im Barytocalcit (001) im Calcit entspricht.

## Eigenschaften

### Morphologie
Barytocalcit bildet gewöhnlich nach der Achse [101] kurz- bis langprismatische Kristalle oder auch nach der c-Achse [001] kurzprismatische sowie isometrische Kristalle. Die Kristalle weisen zumeist auf den Flächen zweier Formen eine deutliche Streifung auf. Die Flächen der Form {100} sind vertikal, die in der Zone [121:121] parallel der Zonenachse gestreift.
Die wichtigsten zur Tracht des Barytocalcits gehörenden Flächenformen sind {100} mit Streifung nach [001], {111}, {131} mit Streifung nach [101], {251} sowie {210}. Untergeordnet treten auch {001}, {110} und {101} auf. Trachtbestimmend sind {100}, {131} oder {111}. Die Kristalle erreichen Größen bis zu 5 cm.
Es dominieren die Flächen der Zone [121:121], so dass die Kristalle in der Richtung dieser Zonenachse prismatisch verlängert sind (vergleiche die Kristallzeichnung von Alfred Des Cloizeaux). An den Enden der Kristalle finden sich die Formen {100} und {110} mit meist nur kleinen Flächen.

Tracht und Habitus von Barytocalcit-Kristallen
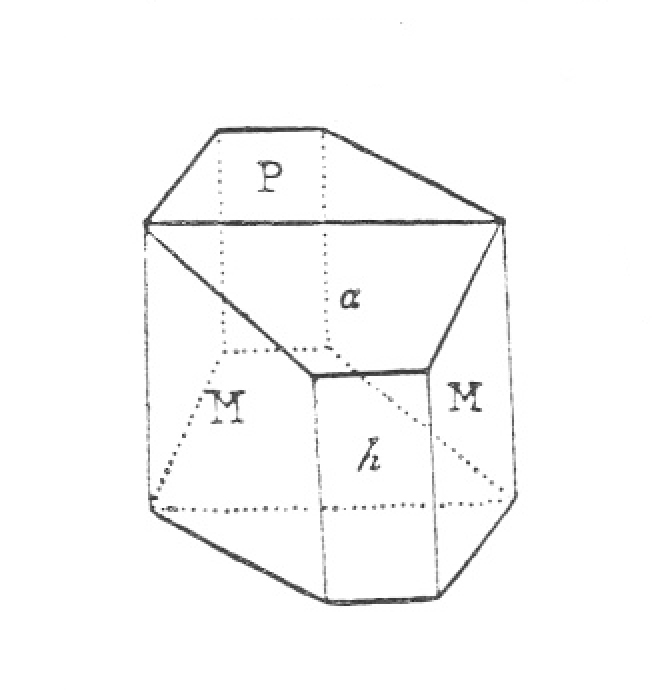
erste Darstellung eines Barytocalcit-Kristalls, nach Henry James Brooke & John George Children (1824)
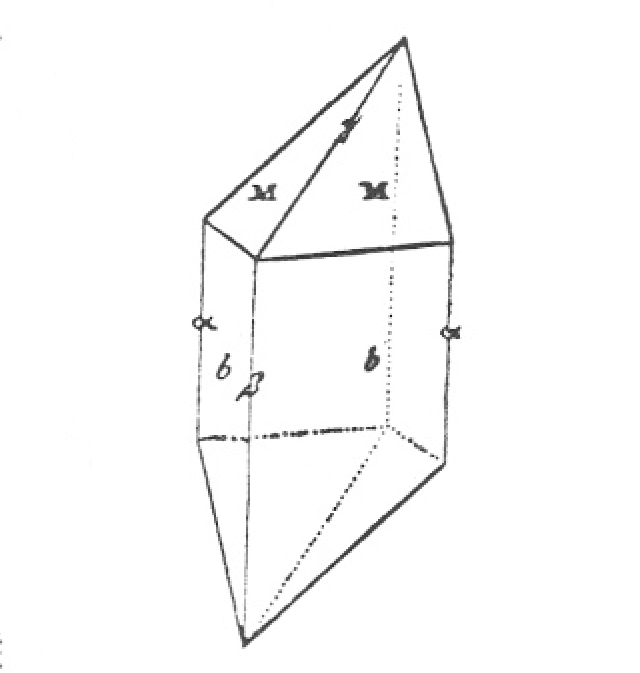
extrem flächen- und formenarm, nach Wilhelm von Haidinger
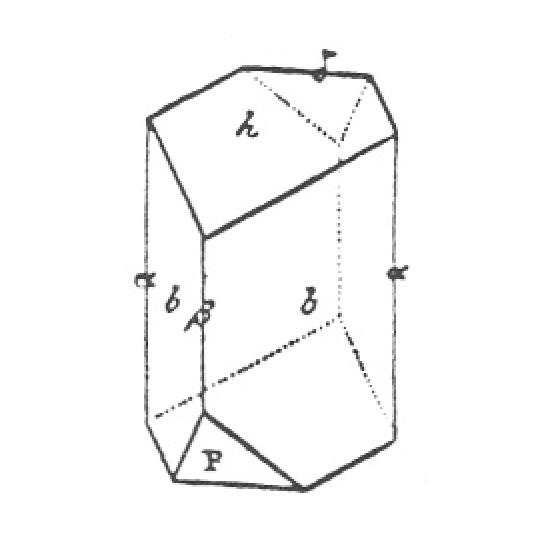
nach Haidinger
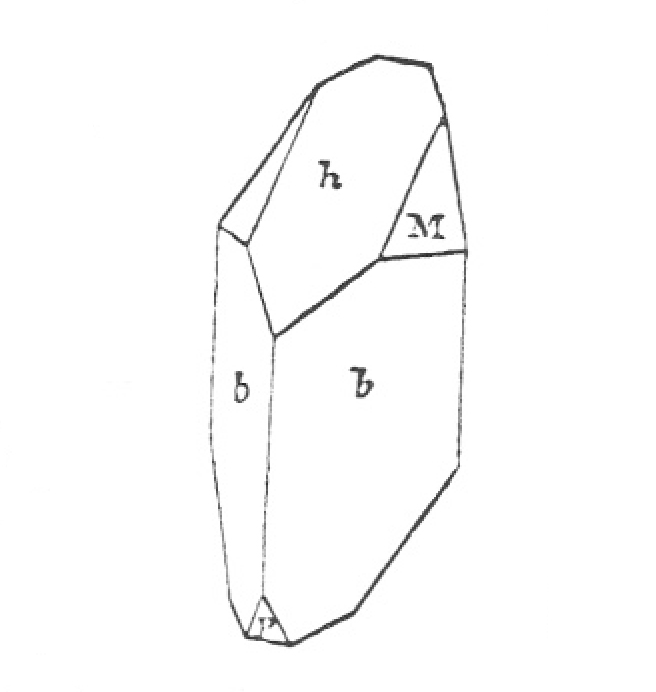
nach William Phillips (1837)
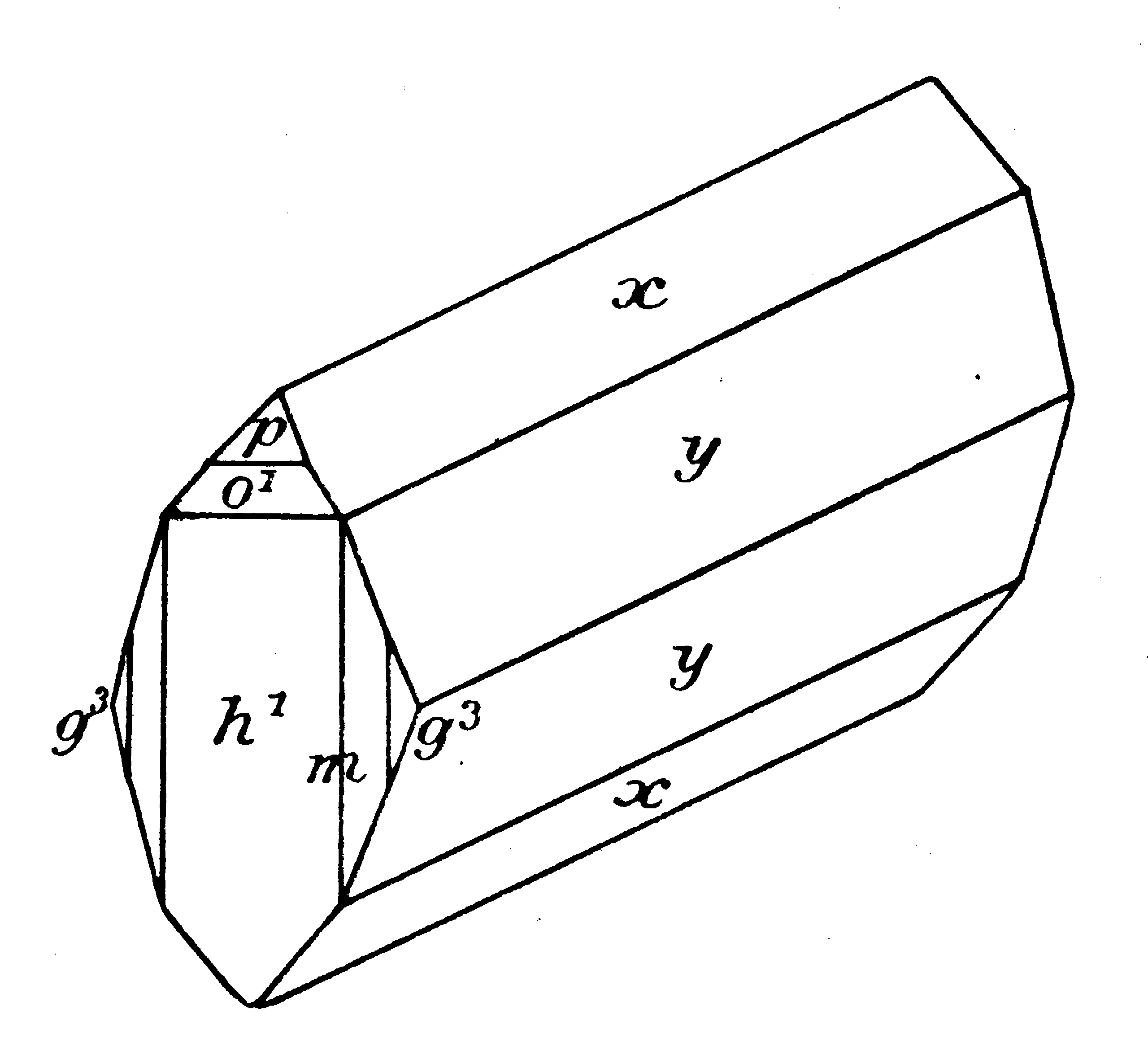
nach Alfred Des Cloizeaux & Achille Delesse (1845)
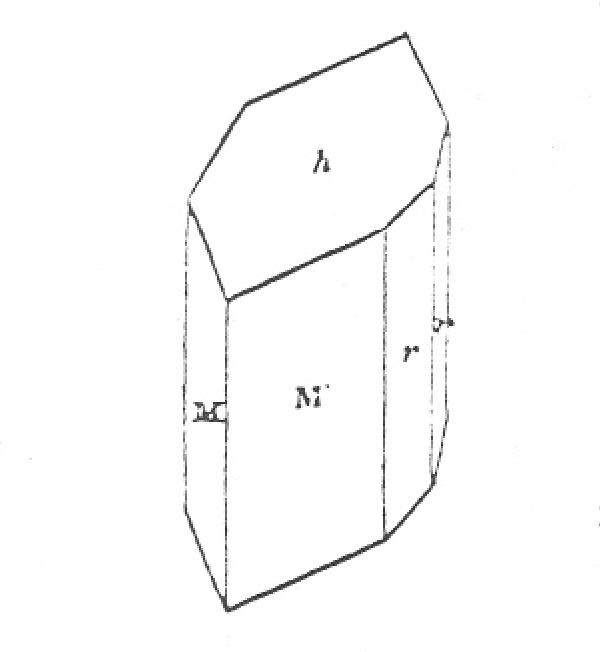
nach Robert Philips Greg & William Garrow Lettsom (1858)
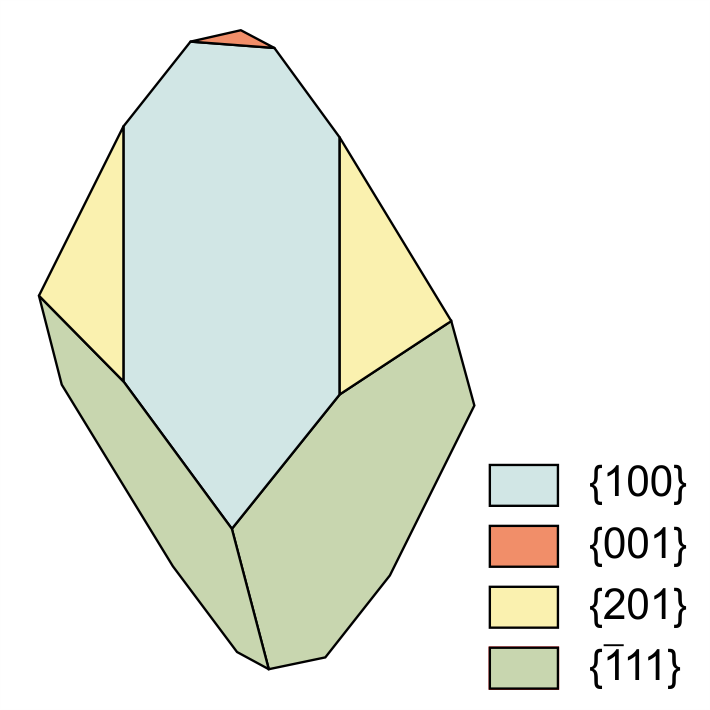
nahezu isometrischer Kristall
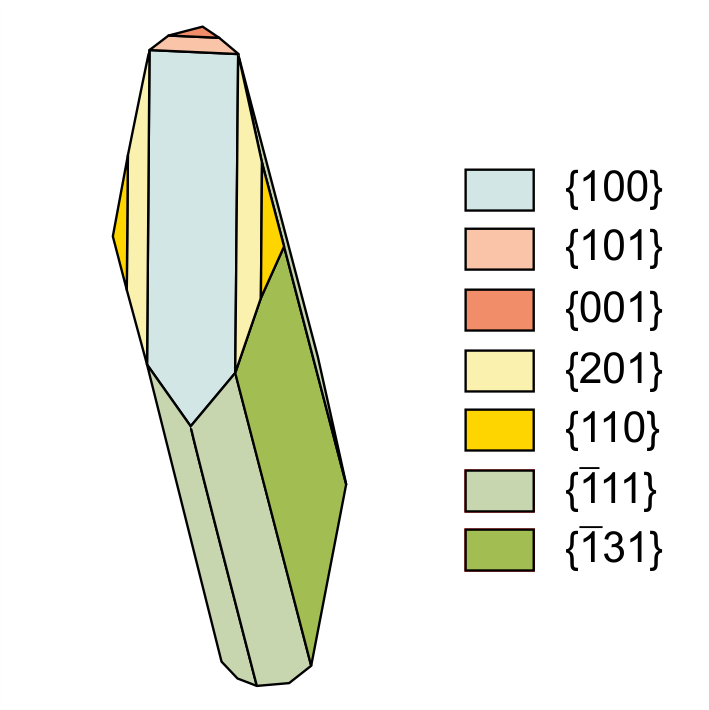
kurzprismatischer Kristall

Bekannt sind epitaktische (orientierte) Verwachsungen mit Baryt derart, dass Baryt mit {001}[010] parallel auf Barytocalcit mit {001}[010] zu liegen kommt (vgl. dazu auch die nebenstehende Abbildung). Es existieren auch Epitaxien von Calcit auf Barytocalcit, wobei die Flächen (1011), (1101) und (0111) des Calcits ungefähr parallel zu (101), (111) und (111) des Barytocalcits liegen. Aus der „Blagill Mine“ kennt man auch Witherit-Kristalle in parallelen Verwachsungen mit Barytocalcit.
Schließlich wurde unter Laborbedingungen ein Parallelwachstum von Natriumnitrat auf allen Spaltflächen von Barytocalcit-Kristallen – m (110) und c (001) – erreicht.

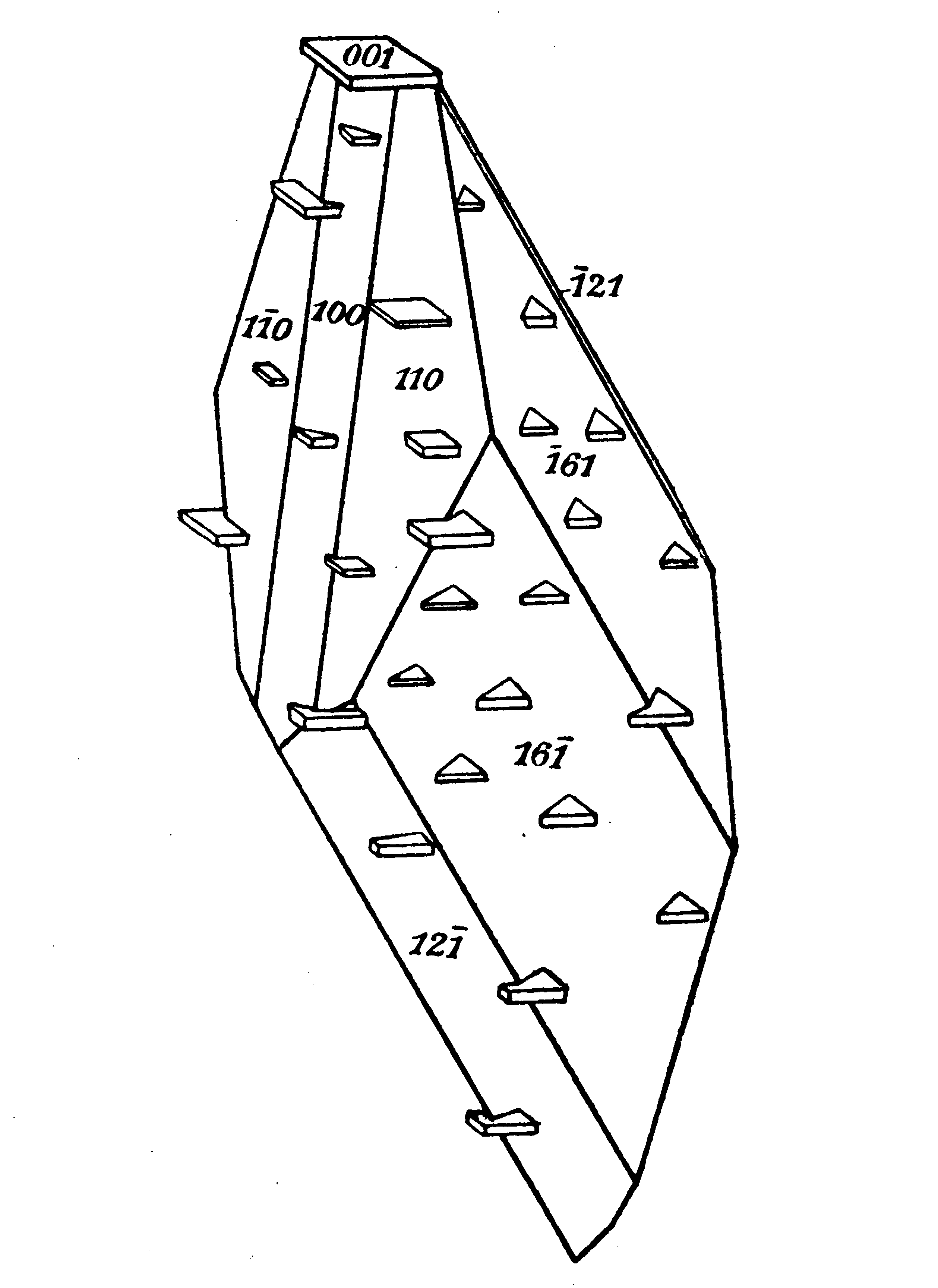
Epitaxie von tafeligem Baryt auf Barytocalcit nach Otto Mügge

Aus Mies (Stříbro) bei Pilsen in Westböhmen, Tschechien, wurden bereits von Franz Xaver Maximilian Zippe Pseudomorphosen von Quarz und Baryt nach Barytocalcit, aufgewachsen auf kristallisiertem Quarz, beschrieben. Ein zweites Mal wurde derartiges Material in den Jahren 1888–1890 auf der 2. Sohle der Langenzugzeche von Mies (Stříbro) beobachtet. Im Alkaligesteins-Massiv „Kedrovyi“ sowie der Ostteil der Lagerstätte „Sirenevyi Kamen'“ (russisch Сиреневый камень), beide im Murunskii-Massiv (russisch Мурунский массив), Zusammenfluss von Tschara und Tokko im Aldanhochland, Republik Sacha (Jakutien), Föderationskreis Ferner Osten, Russland, wird Barytocalcit durch Olekminskit und Paralstonit pseudomorphosiert.
Ferner kommt Barytocalcit auch in Form von massigen, spaltbaren Mineral-Aggregaten vor. Ferner sind Pseudomorphosen von Quarz nach Barytocalcit bekannt.

### Physikalische und chemische Eigenschaften
Die Kristalle des Barytocalcits sind farblos bis weiß, blassgrau, hell- bis blassgrün oder blassgelb. Ihre Strichfarbe ist hingegen immer weiß.
Die Oberflächen der durchscheinenden bis durchsichtigen Kristalle zeigen einen charakteristischen glasartigen, selten auch harzartigen Glanz. Barytocalcit besitzt entsprechend diesem Glasglanz eine mittelhohe Lichtbrechung (nα = 1,525; nβ = 1,684; nγ = 1,686) und eine sehr hohe Doppelbrechung (δ = 0,161). Im durchfallenden Licht ist der zweiachsig negative Barytocalcit farblos und zeigt keinen Pleochroismus.
Barytocalcit weist eine sehr vollkommene Spaltbarkeit nach {210} und eine undeutliche Spaltbarkeit nach {001} auf. Aufgrund seiner Sprödigkeit bricht das Mineral aber ähnlich wie Amblygonit, wobei die Bruchflächen uneben bis halbmuschelig ausgebildet sind. Barytocalcit weist eine Mohshärte von 4 auf und gehört damit zu den mittelharten Mineralen, die sich wie das Referenzmineral Fluorit (Härte 4) leicht mit einem Taschenmesser ritzen lassen. Die gemessene Dichte für Barytocalcit beträgt je nach Autor 3,66 bis 3,71 g/cm³, die berechnete Dichte 3,72 g/cm³.
Barytocalcit zeigt im kurzwelligen UV-Licht (254 nm) eine deutliche gelbbraune, gelegentlich auch gelblichweiße, blassgelbe, dunkelorange-gelbbraune oder gelbliche Fluoreszenz. Anderen Angaben zufolge fluoresziert Barytocalcit unter kurz- und langwelligem UV-Licht blassgelb bis rot.
Das Mineral löst sich unter Sprudeln bereits in verdünnter Salzsäure und Salpetersäure. Aus der stark verdünnten Lösung fällt bei Zugabe von Sulfationen schwerlösliches Bariumsulfat aus.
Vor dem Lötrohr ist Barytocalcit fast unschmelzbar und färbt die Flamme intensiv gelblichgrün. „Er überzieht sich bei starkem Feuer mit einer blaugrünen Fritte [(Ba,Ca)MnO4], wird alkalisch gebrannt und bläut dann feuchtes rotes Lackmuspapier. Mit Soda auf Kohle wird die Kalkerde ausgeschieden, während alles übrige in die Kohle geht. Borax und Phosphorsalz zeigen eine schwache aber deutliche Manganreaktion; taucht man die glühendheiße Phosphorsalzperle in Salpeter, so wird sie bläulichrot.“ Bei der „Meigenschen Probe“ zeigt Barytocalcit – ähnlich wie Aragonit – eine überaus starke positive Reaktion (Violettfärbung).

## Bildung und Fundorte

### Bildungsbedingungen
Barytocalcit ist ein relativ ungewöhnliches akzessorischen Mineral in niedrigtemperierten buntmetallführenden (hauptsächlich Blei und Zink) Erzgängen, die sich durch Reaktion von hydrothermalen Fluiden mit Kalkstein gebildet haben. Ungeachtet dessen kann er hier trotzdem die dominierende bariumhaltige Mineralspezies sein. Selten findet sich Barytocalcit in Karbonatiten sowie auf alpinotypen Klüften. Begleitminerale des Barytocalcits sind Baryt, Calcit, Strontianit, Siderit, Alstonit, Benstonit, Witherit, Norsethit, Fluorit, Sphalerit, Pyrrhotin und Quarz. Auch in Skarnen wie in Långban (Schweden) und als spät gebildetes Mineral in Pegmatiten wie im „Apatitbergwerk Kirow“ im südlichen Teil des Chibinen-Massivs, Oblast Murmansk, Halbinsel Kola, Russland.
Neben den bereits genannten Mineralen kann Barytocalcit auch von Aegirin, Charoit, Mikroklin, Svabit und Hämatit sowie Hausmannit, Hedyphan und Britvinit begleitet werden.
Als selten vorkommende Mineralbildung ist Barytocalcit bisher nur von wenigen Lokalitäten bzw. in geringer Stückzahl bekannt. Das Mineral wurde bisher (Stand 2019) von rund 80 Fundpunkten beschrieben. Die Typlokalität des Barytocalcits ist die „Blagill Mine“, die sich auf der Südseite des Newshield Moss zwischen den Tälern Nent und South Tyne bei Alston in der Civil Parish Alston Moor, Unitary Authority Westmorland and Furness, Grafschaft Cumbria in England im Vereinigten Königreich befindet. Obwohl die Grube wahrscheinlich bereits im 14. Jahrhundert in Förderung auf Bleierz stand, trat sie erst im 19. Jahrhundert als kommerzieller Lieferant von Barytocalcit in Erscheinung. Als der Witherit aus dem nahe gelegenen Nentsberry mit seinem viel höherem Bariumgehalt auf den Markt kam, ließ die Nachfrage nach dem Material aus der „Blagill Mine“ rasch nach. Nach 1895 existieren keine Fördernachweise mehr.

### Fundorte

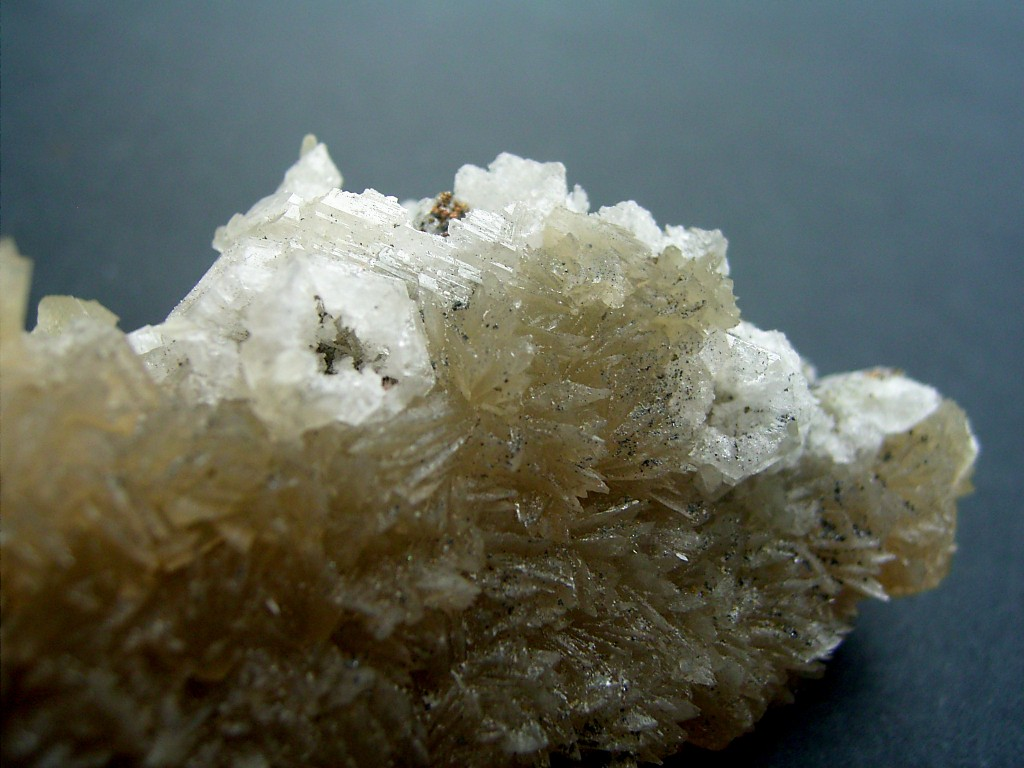
Barytocalcit mit weißem Witherit (hexagonale, hohle Prismen) aus der Rosebery Mine, Rosebery, Tasmanien, Australien. Sichtfeld: circa 50 mm

Angesichts der großen Anzahl an Fundorten für Barytocalcit werden hier nur einige wenige, vor allem schöne Kristalle liefernde Lokalitäten erwähnt. Die weltweit besten Barytocalcit-Stufen wurden in der „Rosebery Mine“ (EZ Mine) bei Rosebery im gleichnamigen District, West Coast Municipality, Tasmanien, Australien, geborgen.
Einziger Fundort für Barytocalcit in Deutschland ist die „Himmelsfürst Fundgrube“ bei Brand-Erbisdorf, Revier Freiberg im Erzgebirge. In Österreich aus der Grube „Kielbrein“ am Radhausberg unweit des Kreuzkogels, Naßfelder Tal, Gasteinertal, Hohe Tauern, Salzburg, sowie von Nassereith, Revier Imst-Nassereith, Nordtirol, Tirol. Fundorte aus der Schweiz sind unbekannt.

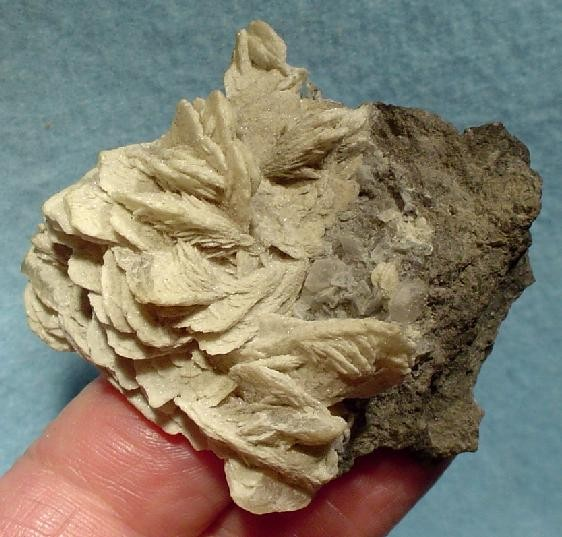
Barytocalcit aus der „Nentsberry Haggs Mine“, Alston Moor, Cumbria, England, Vereinigtes Königreich. Stufengröße: 5,5 × 5,0 × 2,5 cm

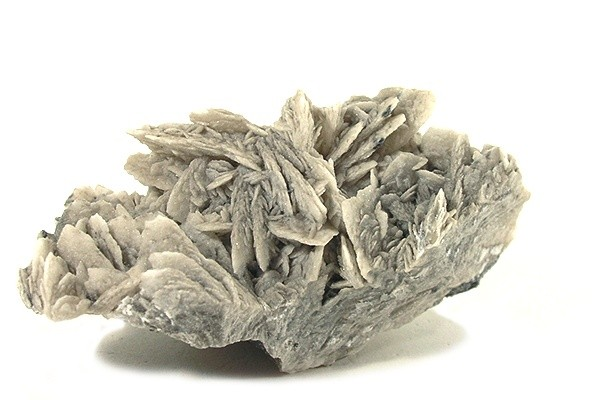
Barytocalcit aus der „Blagill Mine“, Alston Moor, Cumbria, England, Vereinigtes Königreich. Stufengröße: 6,5 × 3,3 × 2,5 cm

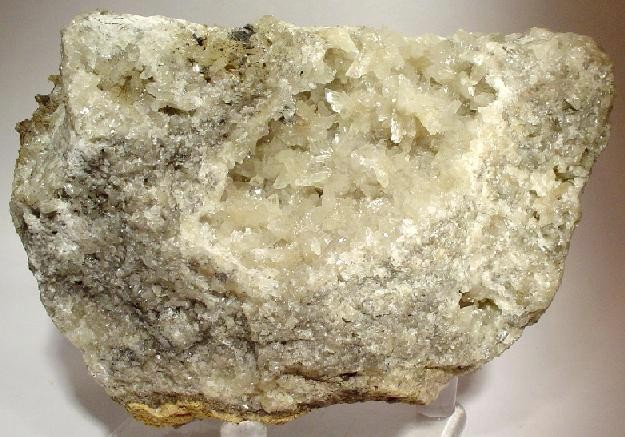
Barytocalcit in massivem Baryt aus der „Blagill Mine“, Alston Moor, Cumbria, England, Vereinigtes Königreich. Stufengröße: 10,7 × 7,0 × 4,8 cm

Neben der Typlokalität für Barytocalcit, der „Blagill Mine“, liegen auch eine Reihe weiterer Fundorte für dieses Mineral im Vereinigten Königreich. Dazu zählen:
- in England[53][54]:
  - das „Bloomsberry Horse Level“ der „Brownley Hill Mine“ bei Nenthead in der Gemeinde (Civil Parish) Alston Moor, Unitary Authority Westmorland and Furness, Grafschaft Cumbria
  - die „Rampgill Mine“ bei Nenthead unweit Alston Moor sowie die „Nentsberry Haggs Mine“[55] und die „Ayle Burn Vein“, beide bei Alston Moor, Distrikt Eden, Cumbria
  - „Fosters Hush“ bei Lunedale, North Pennines, County Durham
  - die „Beldi Hill Mines“ bei Keld, Swaledale, North Yorkshire
  - die „Settlingstones Mine“ bei Newbrough, Northumberland
  - die Pb-Lagerstätten der „Heartycleugh Mine“ und der „Mohopehead Mine“ sowie die Zn-Lagerstätte der „Scraithole Mine“, alle bei Carrshield am West Allen, Northumberland
  - die „Barneycraig Mine“ bei Coalcleugh sowie die „Keirsleywell Row Veins“ und die „Stag Rake Veins“, beide bei Ninebanks, alle am West Allen, Northumberland
  - die „Wellhopehead Mine“ am West Allen, Northumberland
  - die „Rorrington Mine“ bei Chirbury, Shropshire
  - der Colemans Quarry, Nunney, Mendip, Somerset, England, UK
- in Schottland:
  - die „Hilderston Silver Mine“ bei Linlithgow, West Lothian
- und in Wales:
  - der „Dolyhir Quarry“, Wethel, Old Radnor, Powys
  - die Mwyndy Mine sowie bei Rhiwsaeson (Gwern Efa), Llantrisant, Rhondda Cynon Taf

Weitere bekannte Fundstellen für Barytocalcit sind:
- die „Ediacara Mine“ (Beltana North), Ediacaran Fossil Reserve, Beltana, Leigh Creek, nördlicher Teil der Flinders Ranges, South Australia, Australien
- die 77 km nordöstlich von Adelaide liegende Stadt Angaston im Barossa Valley, nördlicher Teil der Mount Lofty Ranges, South Australia, Australien
- der Karbonatit-Komplex von Araxá bei Barreiro unweit Araxá im Bundesstaat Minas Gerais in Brasilien[56][57]
- der Alkaligesteins-Karbonatit-Komplex der „Jacupiranga Mine“ beim gleichnamigen Ort unweit Cajati, São Paulo, Brasilien[58][59]
- der „Ice River Alkaline Complex“ in der Golden Mining Division, British Columbia, Kanada
- die „Rough Claims“ am Kechika River unweit des Sifton Pass in der Liard Mining Division, British Columbia, Kanada[60]
- die Brunswick No. 12 Mine, Bathurst Mining Camp, Bathurst Parish, Gloucester Co., New Brunswick, Kanada[61]
- die stratiforme Pb-Zn-Lagerstätte „Jason“ am MacMillan-Pass, Yukon Territory, Kanada[62]
- die riesige polygenetische REE-Eisen-Niob-Lagerstätte Bayan-Obo im Bergbaubezirk von Bayan-Obo nördlich des Stadtbezirks Bayan-Obo der bezirksfreien Stadt Baotou, Autonomes Gebiet Innere Mongolei in der Volksrepublik China[63]
- die „Shiti Mine“ im Stadtbezirk Hanbin, die „Shenhe Mine“ im Kreis Xunyang und die Barium-Lagerstätte „Huangbaishuwan“ im Kreis Ziyang, alle bei Ankang, Provinz Shaanxi; sowie die Barium-Lagerstätten „Miaozi“ und „Pujiaba“ bei der kreisfreie Stadt Wanyuan bzw. in der bezirksfreien Stadt Dazhou in der Provinz Sichuan, China
- die hydrothermale Pb-Zn-Ganglagerstätte Stříbro bei Pilsen (Plzeň) im Bezirk Tachov, Pilsner Region, Westböhmen, Tschechien[41][64]
- der Grundgebirgskomplex „Meran-Mauls“, Südtirol, autonome Region Trentino-Südtirol, Italien[65]
- die Pb-Zn-Ag-Lagerstätte der „Rosh Pinah Mine“ bei Rosh Pinah, Oranjemund, Region, ǁKaras, Namibia[66]
- das „Apatitbergwerk Kirow“ („Kirovskii Apatite Mine“, „Kirovsky Mine“, „Kirovskii Mine“ oder „Kirov Mine“, russisch Кировский рудник) südlich des Berges Kukiswumtschorr (Kukisvumchorr) im südlichen Teil des Chibinen-Massivs, Oblast Murmansk, Halbinsel Kola, Russland[22]
- ein Karbonatitstock in der Nähe der Tulilukht-Bucht (russisch залива Тульилухт) des Sees Umbosero, Chibinen, Oblast Murmansk, Halbinsel Kola, Russland[67][22][68]
- das Alkaligesteins-Ultrabasit-Massiv Vuoriyärvi, Nord-Karelien, Oblast Murmansk, Halbinsel Kola, Russland[69]
- das Alkaligesteins-Massiv „Kedrovyi“ sowie der Ostteil der Lagerstätte „Sirenevyi Kamen'“ (russisch Сиреневый камень), beide im Murunskii-Massiv[24] (russisch Мурунский массив) am Zusammenfluss von Tschara und Tokko im Aldanhochland, Republik Sacha (Jakutien), Föderationskreis Ferner Osten, Russland[42]
- die Gruben von Långban bei Filipstad im Bergbaubezirk Bergslagen, Värmland, Schweden[46]
- die Jakobsberg Mine im gleichnamigen Erzfeld, Bergbaubezirk Bergslagen, Nordmark bei Filipstad, Värmland, Schweden[70]
- die ca. 30 km westlich von Green River liegende „Westvaco Trona Mine“ im Sweetwater County, Wyoming, Vereinigte Staaten
- die „Pigeon Roost Mine“ (bzw. das „Pigeon Roost Mountain Prospect“) bei Glenwood, Montgomery Co., Arkansas, USA
- die „Green-River-Formation“, Piceance-Creek-Becken, Rio Blanco County, Colorado, USA[71]
- die „Juanita Mine“ im Magdalena District, Socorro County, New Mexico, USA[72]

Weitere Fundorte befinden sich in Angola, in Kanada, in Chile, in den Provinzen Hubei und Chongqing in China, in den Maakunta Österbotten und Lappland in Finnland, im Prešovský kraj in der Slowakei, in der Provinz Nordkap in Südafrika sowie in den USA.

## Verwendung
Als Barium-Rohstoff wurde Barytocalcit weltweit in lediglich einer Lagerstätte gewonnen – seiner Typlokalität, der „Blagill Mine“ bei Alston Moor. Darüber hinaus ist Barytocalcit ein bei Mineralsammlern begehrtes Mineral.